# Лукошков, Виктор Петрович
Виктор Петрович Лукошков (1883—1935) — полковник лейб-гвардии Гренадерского полка, участник Белого движения на Юге России.

## Биография
Из дворян. Сын гатчинского коменданта, генерал-лейтенанта Петра Викторовича Лукошкова (1840—1902) и жены его Ольги Александровны (ум. 1916). Старший брат Александр (1877—1914) — капитан лейб-гвардии Гренадерского полка, умер от ран, посмертно произведен в полковники.
По окончании Пажеского корпуса в 1902 году выпущен был подпоручиком в лейб-гвардии Гренадерский полк. Произведен в поручики 6 декабря 1906 года, в штабс-капитаны — 6 декабря 1911 года.
В Первую мировую войну вступил в рядах лейб-гренадер. За боевые отличия был награждён несколькими орденами. Произведен в капитаны 3 сентября 1915 года «за выслугу лет», в полковники — 10 октября 1916 года. В 1917 году был назначен командиром 748-го пехотного Вилейского полка.
В Гражданскую войну участвовал в Белом движении в составе Добровольческой армии и ВСЮР. С октября 1918 года был командиром кадра лейб-гвардии Гренадерского полка, затем командиром батальона в Сводно-гвардейском полку. С 7 июня 1919 года временно командовал полком, в декабре 1919 — начале 1920 года — в войсках Новороссийской области. В начале 1920 года эвакуировался на корабле «Спарта». 12 мая 1920 года прибыл в Русскую армию из Югославии на корабле «Вел. князь Александр Михайлович». В августе 1920 года был назначен командиром 2-го батальона Сводно-гвардейского полка, в каковой должности оставался до эвакуации Крыма. Галлиполиец. В 1922 году был выслан из Болгарии.
В эмиграции во Франции, работал таксистом. Возглавлял полковое объединение лейб-гвардии Гренадерского полка. Умер в 1935 году в Париже.

## Награды
- Орден Святого Станислава 3-й ст. с мечами и бантом (ВП 10.11.1914)
- Орден Святой Анны 3-й ст. с мечами и бантом (ВП 26.01.1915)
- Орден Святого Станислава 2-й ст. с мечами (ВП 30.12.1916)
- Орден Святой Анны 2-й ст. «за отлично-усердную службу и труды, понесенные во время военных действий» (ПАФ 20.03.1917)
- старшинство в чине капитана с 19 июля 1915 года (ВП 1.08.1916)